# Chapelle Blanche

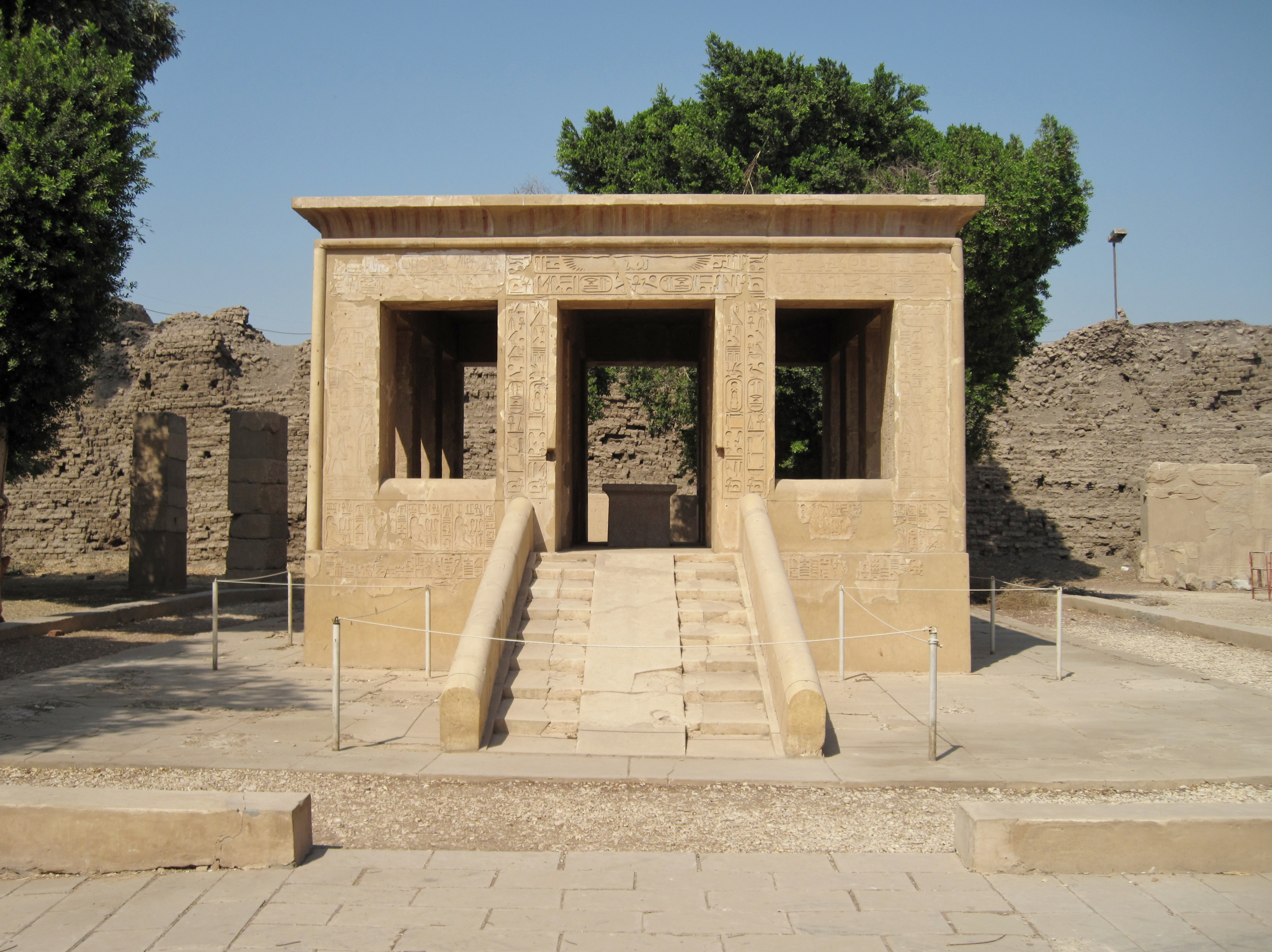
Chapelle Blanche

De Chapelle Blanche of Witte kapel is een bouwwerk in het openluchtmuseum van Karnak uit het Middenrijk, gebouwd door Senoeseret I om zijn eerste hebsed te vieren. Het gebouw bestaat uit kalksteen en wordt daarom de witte kapel genoemd ter onderscheiding van de Chapelle Rouge of Rode kapel, de kapel van Hatsjepsoet. Het bouwwerk bevat gedetailleerde inscripties en afbeeldingen.

## Beschrijving van de kapel
De kapel is gemaakt van kalksteen. Er zijn twee opgangen die tegenover elkaar gelegen zijn en de kapel heeft zestien kolommen.
Op de inscripties wordt de farao gekroond en omarmd door de goden Amon, Horus, Min en Ptah. Op de muren staat een rij inscripties waarop de nomen worden genoemd. Op de westelijke muur de nomen van Opper-Egypte en op de oostelijke die van Neder-Egypte.
In het centrum van de kapel bevindt zich een sokkel waarop een groepsbeeld van de koning en de god heeft gestaan, maar hiervan is alleen het voetstuk nog aanwezig.

## Bouwgeschiedenis

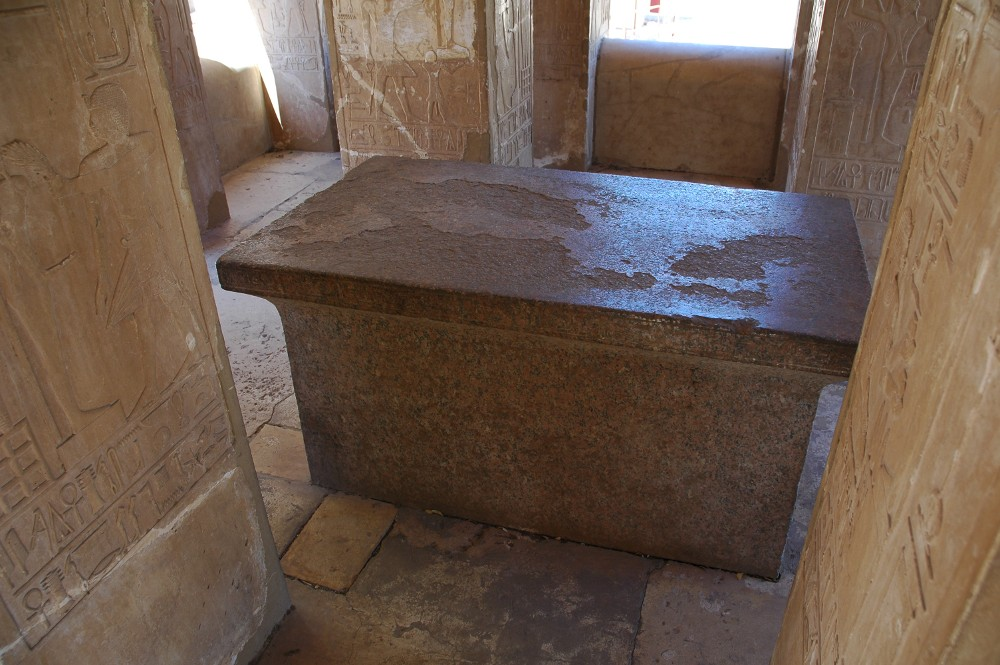
Binnenste van de kapel

Het gebouw staat in het openluchtmuseum van Karnak. Het is gebouwd door Senoeseret I in de 12e dynastie van Egypte en gewijd aan Amon-Re-Kamoetef. Waar de goddelijke bark oorspronkelijk heeft gestaan is niet duidelijk, wellicht heeft deze op de as van de Amontempel gestaan.
In het Nieuwe Rijk werd de kapel afgebroken, vermoedelijk omdat het de uitbreiding van de Amontempel in de weg stond. De kapel werd hergebruikt tijdens de regering van Amenhotep III voor de 3e pyloon van de tempel van Karnak.
In 1927 werden de ontmantelde stukken herontdekt in de derde pyloon van het tempelcomplex. Tussen 1927 en 1930 werden de stukken uit de pyloon gehaald. Deze stukken werden in 1938 opnieuw samengesteld door Henri Chevrier, tot het gebouw dat vandaag de dag nog te zien is.

## Galerij

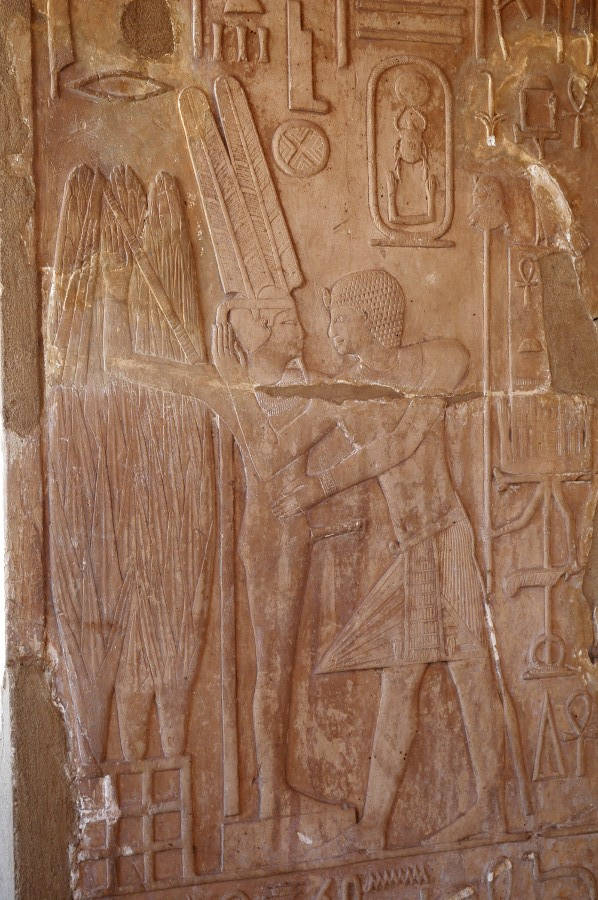
Senoeseret I omarmd de god Min
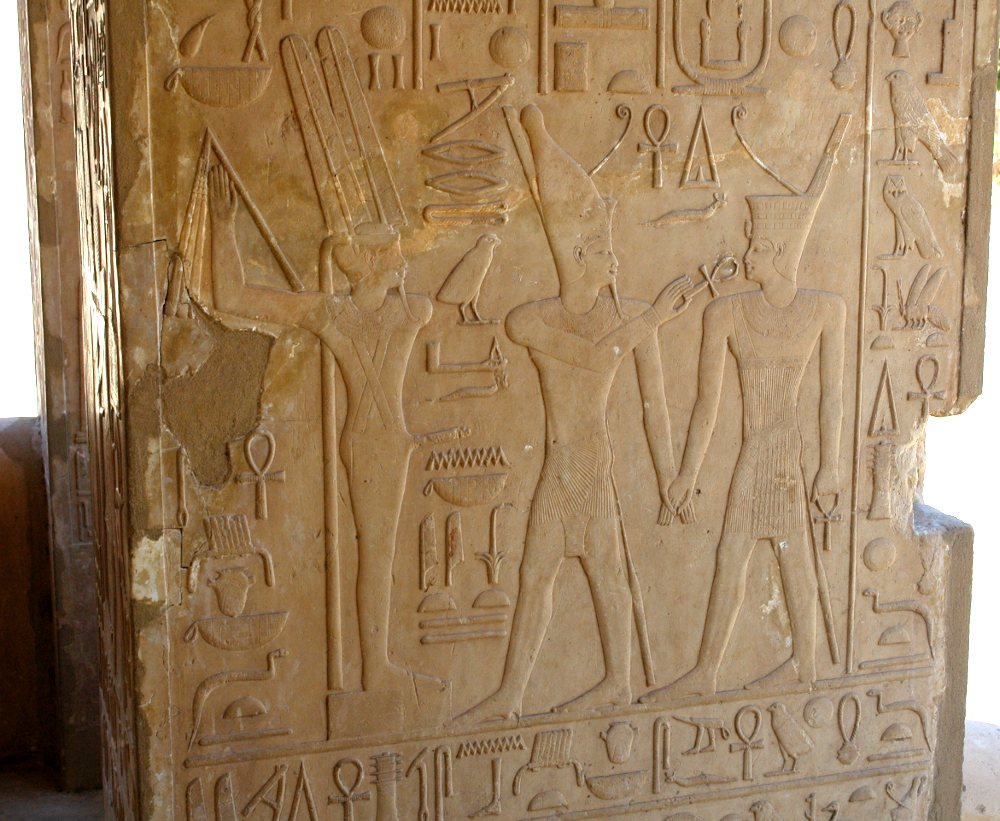
Senoeseret I voor Amon-min
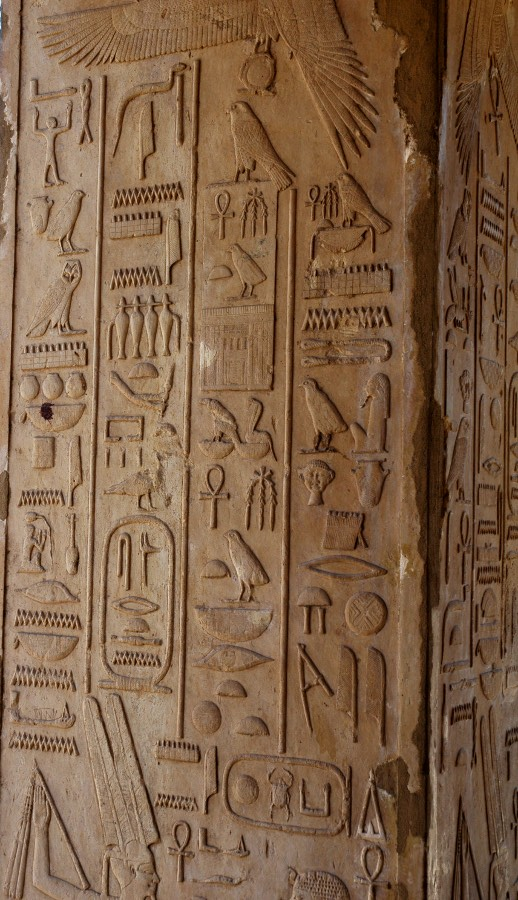
Volledige koningsnaam van Senoeseret I
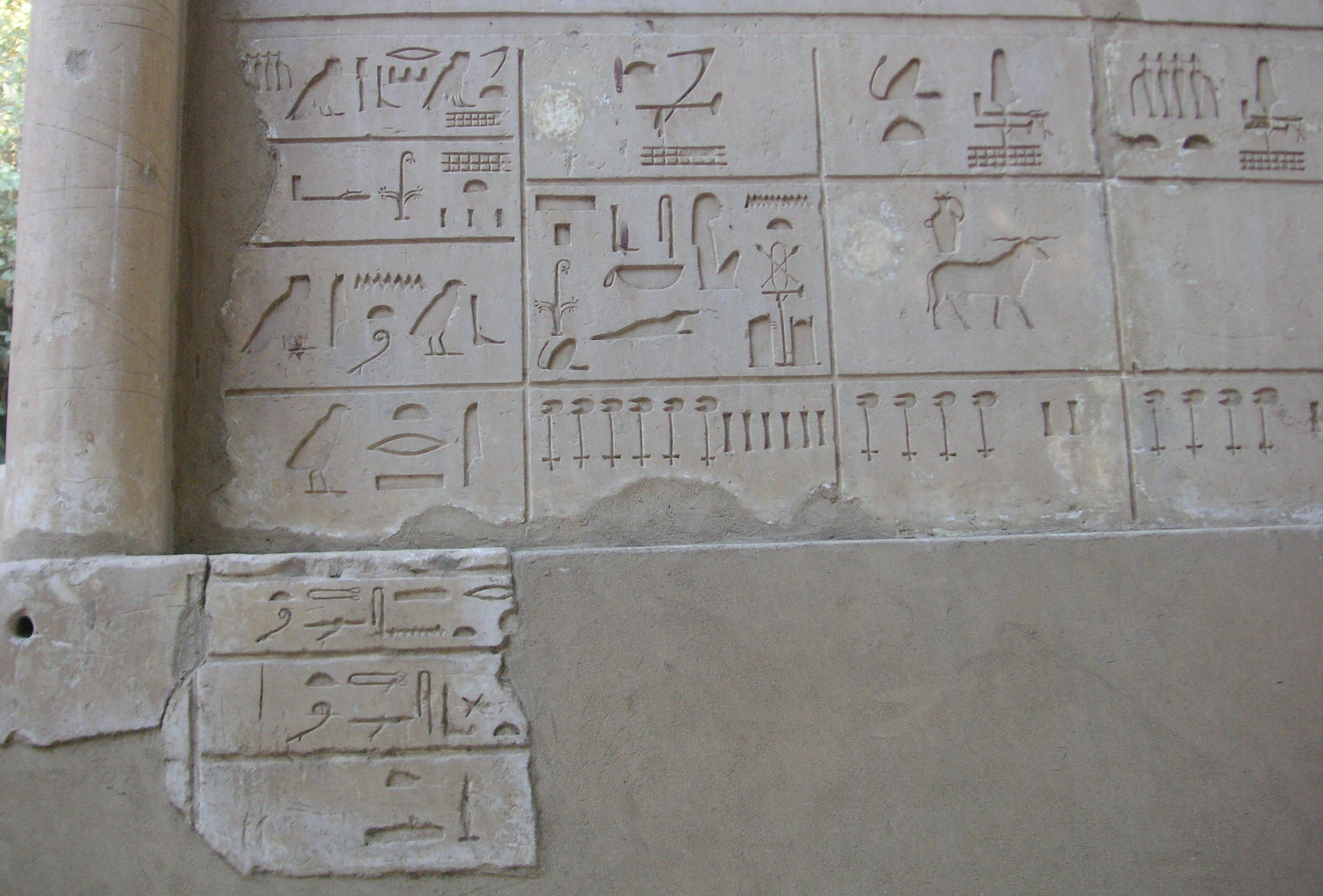
Lijst van nomen